# 索河畔帕鲁瓦
索河畔帕鲁瓦（法語：Paroy-sur-Saulx，法語發音：[paʁwa syʁ so]）是法国上马恩省的一个市镇，位于该省北部，属于圣迪济耶区。

## 地理
索河畔帕鲁瓦（48°30'47"N, 5°15'24"E）面积7.47 平方千米，位于法国大東部大區上马恩省，该省份为法国东北部内陆省份，北起马恩省和默兹省，西接奥布省，西南接科多尔省，东南接上索恩省，东临孚日省。
与索河畔帕鲁瓦接壤的市镇（或旧市镇、城区）包括：埃凡库尔、奥讷勒瓦勒、索河畔蒙捷。

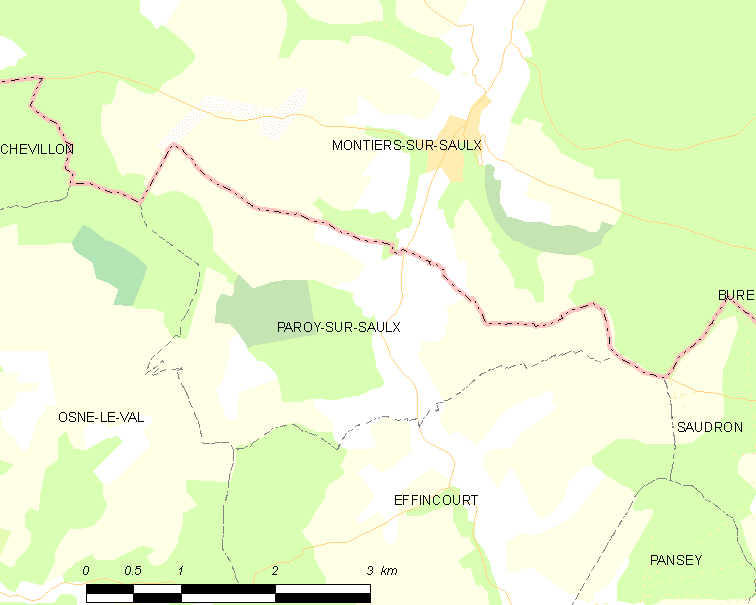
索河畔帕鲁瓦的OSM定位图

索河畔帕鲁瓦的时区为UTC+01:00、UTC+02:00（夏令时）。

## 行政
索河畔帕鲁瓦的邮政编码为52300，INSEE市镇编码为52378。

## 政治
索河畔帕鲁瓦所属的省级选区为普瓦松县。

## 人口

1962-2008年间索河畔帕鲁瓦人口变化图示

索河畔帕鲁瓦于2022年1月1日时的人口数量为44人。